# Bóbr II

Bóbr II – polski herb szlachecki.

## Blazonowanie
Na tarczy dwudzielnej w słup, obramowanej srebrem, obitej złotymi gwoździami, w polu I błękitnym na gałęzi pnia bóbr w lewo, w II czerwonym strzała zakończona czarnym orlim ogonem. W klejnocie trzy pióra strusie.

## Najwcześniejsze wzmianki
Nadany 21 maja 1842 Szymonowi Bobrowskiemu.

## Herbowni
Bobrowski